# Sylvester Groth
Sylvester Groth (Jerichow, entonces Alemania oriental, 31 de marzo de 1958) es un actor de cine, teatro y televisión y tenor alemán.

## Biografía
Nacido en la antigua República Democrática Alemana (RDA), realizó sus estudios en la Academia de Artes Dramáticas Ernst Busch que se hallaba en Berlín Oriental. Su primer papel importante en cine fue en la película Stalingrado (1993).
Es reconocido por su papel en la película Inglourious Basterds (2009) de Quentin Tarantino, en la que interpretó al ministro nazi de propaganda, Joseph Goebbels. Groth ya había retratado a Goebbels en la película alemana Mein Führer: Die wirklich wahrste Wahrheit über Adolf Hitler (2007), dirigida por Dani Levy. En 2008 actuó en la película El lector con Kate Winslet, Ralph Fiennes y Bruno Ganz.
Participó en la serie Dark. donde interpretó a Clausen: un investigador policial que llega a Winden para dirigir un grupo de personas desaparecidas en 2020 (temporada 2).
Ganó un premio del Sindicato de Actores como parte del elenco de la película Inglourious Basterds. Grabó el disco Des Nachtwächters Stundenbuch - Erzählungen con V. S. Naipaul.
Estuvo emparejado con la actriz alemana Rosemarie Fendel (1927-), 31 años mayor que él.
En 2019 forma parte del elenco principal de la serie de Netflix Criminal (Alemania).